# Haplochromis paraplagiostoma
Haplochromis paraplagiostoma је зракоперка из реда Perciformes.

## Угроженост
Ова врста је наведена као изумрла, што значи да нису познати живи примерци.

## Распрострањење
Ареал врсте је био ограничен на мањи број држава. Врста је пре изумирања била присутна у Кенији, Танзанији и Уганди.

## Станиште
Ранија станишта врсте су била слатководна подручја.